# The Complete Blue Note and Capitol Recordings of Fats Navarro and Tadd Dameron
The Complete Blue Note and Capitol Recordings of Fats Navarro and Tadd Dameron è un album raccolta di Tadd Dameron e Fats Navarro, pubblicato dalla Blue Note Records nel 1995.

## Tracce
Brani composti da Tadd Dameron, tranne dove indicato
CD 1
1. The Chase (Alternate Take) – 2:58 – Registrato il 26 settembre 1947 al "WOR Studios" di New York
2. The Chase – 2:43 – Registrato il 26 settembre 1947 al "WOR Studios" di New York
3. The Squirrel (Alternate Take) – 3:19 – Registrato il 26 settembre 1947 al "WOR Studios" di New York
4. The Squirrel – 2:58 – Registrato il 26 settembre 1947 al "WOR Studios" di New York
5. Our Delight (Alternate Take) – 3:03 – Registrato il 26 settembre 1947 al "WOR Studios" di New York
6. Our Delight – 2:57 – Registrato il 26 settembre 1947 al "WOR Studios" di New York
7. Dameronia (Alternate Take) – 3:11 – Registrato il 26 settembre 1947 al "WOR Studios" di New York
8. Dameronia – 2:57 – Registrato il 26 settembre 1947 al "WOR Studios" di New York
9. Jahbero (Alternate Take) – 3:01 – Registrato il 13 settembre 1948 all' "Apex Studios" di New York
10. Jahbero – 2:53 – Registrato il 13 settembre 1948 all' "Apex Studios" di New York
11. Lady Bird – 2:50 – Registrato il 13 settembre 1948 all' "Apex Studios" di New York
12. Lady Bird (Alternate Take) – 2:49 – Registrato il 13 settembre 1948 all' "Apex Studios" di New York
13. Symphonette – 3:06 – Registrato il 13 settembre 1948 all' "Apex Studios" di New York
14. Symphonette (Alternate Take) – 3:04 – Registrato il 13 settembre 1948 all' "Apex Studios" di New York
15. I Think I'll Go Away – 3:14 – Registrato il 13 settembre 1948 all' "Apex Studios" di New York
16. Sid's Delight – 2:53 – Registrato il 18 gennaio 1949 a New York
17. Casbah – 2:57 – Registrato il 18 gennaio 1949 a New York
18. John's Delight – 2:56 – Registrato il 19 aprile 1949 a New York
19. What's New ? – 2:59 (Johnny Burke, Bob Haggart) – Registrato il 19 aprile 1949 a New York
20. Heaven's Doors Are Wide Open – 3:17 – Registrato il 19 aprile 1949 a New York
21. Focus – 2:59 – Registrato il 19 aprile 1949 a New York

CD 2
1. The Skunk (LP Master) – 2:55 (Howard McGhee, Fats Navarro) – Registrato l'11 ottobre 1948 a New York ("Apex Studios")
2. Boperation – 3:07 (Fats Navarro) – Registrato l'11 ottobre 1948 a New York ("Apex Studios")
3. Boperation (Alternate Take) – 3:08 (Fats Navarro) – Registrato l'11 ottobre 1948 a New York ("Apex Studios")
4. The Skunk (78 Master) – 3:01 (Howard McGhee, Fats Navarro) – Registrato l'11 ottobre 1948 a New York ("Apex Studios")
5. Double Talk – 5:32 (Howard McGhee, Fats Navarro) – Registrato l'11 ottobre 1948 a New York ("Apex Studios")
6. Double Talk (Alternate Take) – 5:19 (Howard McGhee, Fats Navarro) – Registrato l'11 ottobre 1948 a New York ("Apex Studios")
7. Bouncing with Bud (Alternate #1) – 3:04 (Gil Fuller, Bud Powell) – Registrato il 9 agosto 1949 al "WOR Studios" di New York
8. Bouncing with Bud (Alternate #2) – 3:13 (Gil Fuller, Bud Powell) – Registrato il 9 agosto 1949 al "WOR Studios" di New York
9. Bouncing with Bud – 3:01 (Gil Fuller, Bud Powell) – Registrato il 9 agosto 1949 al "WOR Studios" di New York
10. Wail (Alternate Take) – 2:41 (Bud Powell) – Registrato il 9 agosto 1949 al "WOR Studios" di New York
11. Wail – 3:04 (Bud Powell) – Registrato il 9 agosto 1949 al "WOR Studios" di New York
12. Dance of the Infidels (Alternate Take) – 2:49 (Bud Powell) – Registrato il 9 agosto 1949 al "WOR Studios" di New York
13. Dance of the Infidels – 2:52 (Bud Powell) – Registrato il 9 agosto 1949 al "WOR Studios" di New York
14. 52nd Street Theme – 2:49 (Thelonious Monk) – Registrato il 9 agosto 1949 al "WOR Studios" di New York
15. Stealin' Apples – 3:07 (Andy Razaf, Fats Waller) – Registrato il 9 settembre 1948 a New York

## Musicisti
Tadd Dameron Sextet
Brani CD 11, 2, 3, 4, 5, 6, 7 & 8
- Tadd Dameron - pianoforte
- Fats Navarro - tromba
- Ernie Henry - sassofono alto
- Charlie Rouse - sassofono tenore
- Nelson Boyd - contrabbasso
- Shadow Wilson - batteria

Tadd Dameron Septet
Brani CD 19, 10, 11, 12, 13, 14 & 15
- Tadd Dameron - pianoforte
- Fats Navarro - tromba
- Allen Eager - sassofono tenore
- Wardell Gray - sassofono tenore
- Curley Russell - contrabbasso
- Kenny Clarke - batteria
- Chino Pozo - bongos (brani : 9, 10 & 15)
- Kenny Pancho Hagood - voce (brano : 15)

Tadd Dameron and his Orchestra
Brani CD 116 & 17
- Tadd Dameron - pianoforte
- Fats Navarro - tromba
- Sahib Shihab - sassofono alto
- Dexter Gordon - sassofono tenore
- Cecil Payne - sassofono baritono
- Kai Winding - trombone
- Curley Russell - contrabbasso
- Kenny Clarke - batteria
- Vidal Balado - congas
- Diego Ibarra - bongos
- Rae Pearl - voce

Tadd Dameron's Big Ten
Brani CD 118, 19, 20 & 21
- Tadd Dameron - pianoforte, arrangiamenti
- Miles Davis - tromba
- J.J. Johnson - trombone
- Sahib Shihab - sassofono alto
- Benjamin Lundy - sassofono tenore
- Cecil Payne - sassofono baritono
- John Collins - chitarra
- Curley Russell - contrabbasso
- Kenny Clarke - batteria

Howard McGhee - Fats Navarro Boptet
Brani CD 21, 2, 3, 4, 5 & 6
- Howard McGhee - tromba, pianoforte
- Fats Navarro - tromba
- Ernie Henry - sassofono alto
- Milt Jackson - vibrafono, pianoforte
- Curley Russell - contrabbasso
- Kenny Clarke - batteria

Bud Powell's Modernists
Brani CD 27, 8, 9, 10, 11, 12, 13 & 14
- Bud Powell - pianoforte
- Fats Navarro - tromba
- Sonny Rollins - sassofono tenore
- Tommy Potter - contrabbasso
- Roy Haynes - batteria

Benny Goodman Septet
Brano CD 215
- Benny Goodman - clarinetto
- Fats Navarro - tromba
- Wardell Gray - sassofono tenore
- Gene DiNovi - pianoforte
- Mundell Lowe - chitarra
- Clyde Lombardi - contrabbasso
- Mel Zelnick - batteria